# Régi városháza (Bamberg)
Bambergi régi városháza a történelmi belváros egyik legjelentősebb emlékműve, turisztikai látványosság.

## Jellemzése

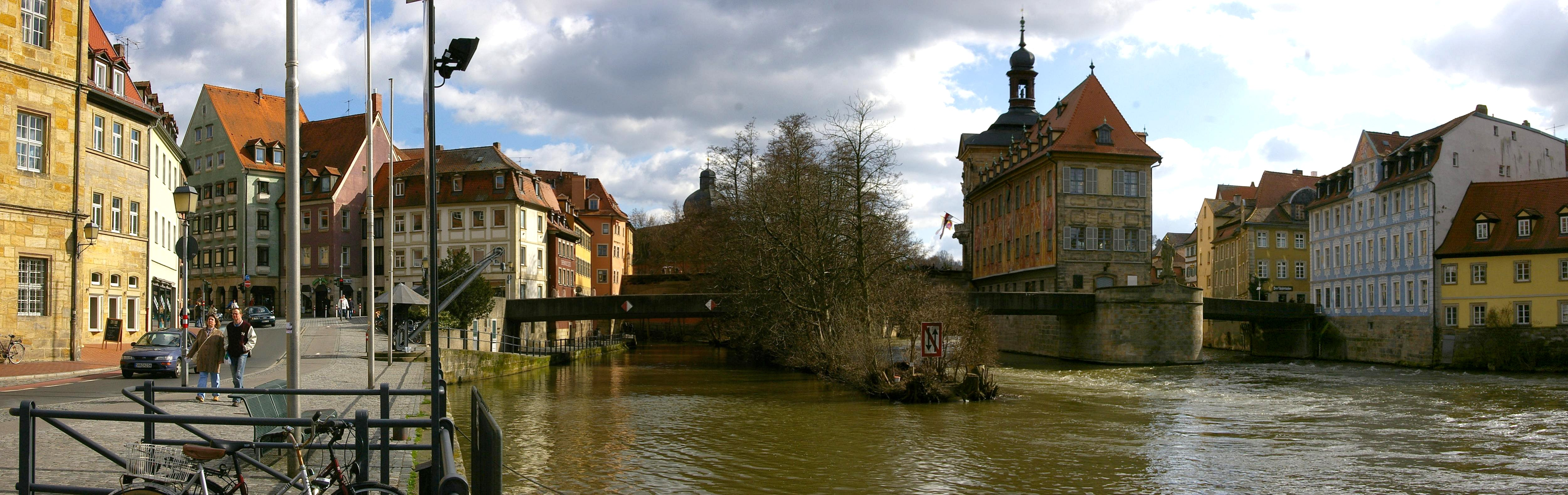
A városháza északnyugat felől

A város mára jellegzetes képéhez hozzátartozik az épület, mely egyben Bamberg jelképe. Az épület a korabeli püspöki birtok és a független város határán épült, méghozzá a Bambergen átvezető folyóba, a Rignitzbe, pontosabban egy mesterséges szigetre. Innen vezet a Felső-híd (Obere Brücke) és az Alsó-híd (Untere Brücke) - mely utóbbi eredetileg egy magánhíd volt. Az épület belsejében az ún. Sammlung Ludwig (Ludwig-gyűjtemény) látható, Európa egyik legnagyobb porcelángyűjteménye.

## Története
Az épületet 1387-ben említették először, 1461 és 1467 között felújították illetve gyakorlatilag szinte újból felépítették, ekkor nyerte el mai gótikus formáját. Körülbelül háromszáz évvel később, 1744 és 1756 között Johann Jakob Michael Küchel immáron a barokk és a rokokó jegyében újra átépítette. Megemlítendő az 1755-ben Johann Anwander által készített homlokzati festmény. Az épület mindkét oldalát allegorikus jelenetekkel és olyan építészeti részletekkel festette ki, amelyek jellemzőek a kor illuzionista (Trompe-l’oeil) stílusára. Az épület keleti oldalán kicsi, de valójában plasztikai elemek erősítik a térhatás benyomását.

## Legenda
A bambergi püspök saját birtokából nem akart területet biztosítani egy új városháza felépítéséhez, mert attól tartott, hogy az amúgy is erősödő polgárság még öntudatosabbá válik. Mivel a városban már minden be volt építve, a városi polgárok ezért cölöpökön építették meg - tehát egy mesterségen szigeten - új városházukat. A Rignitz folyó volt valaha a határ a püspöki terület és a szigeten épült Bamberg között.

## Képgaléria

Régi városháza - Altes Rathaus
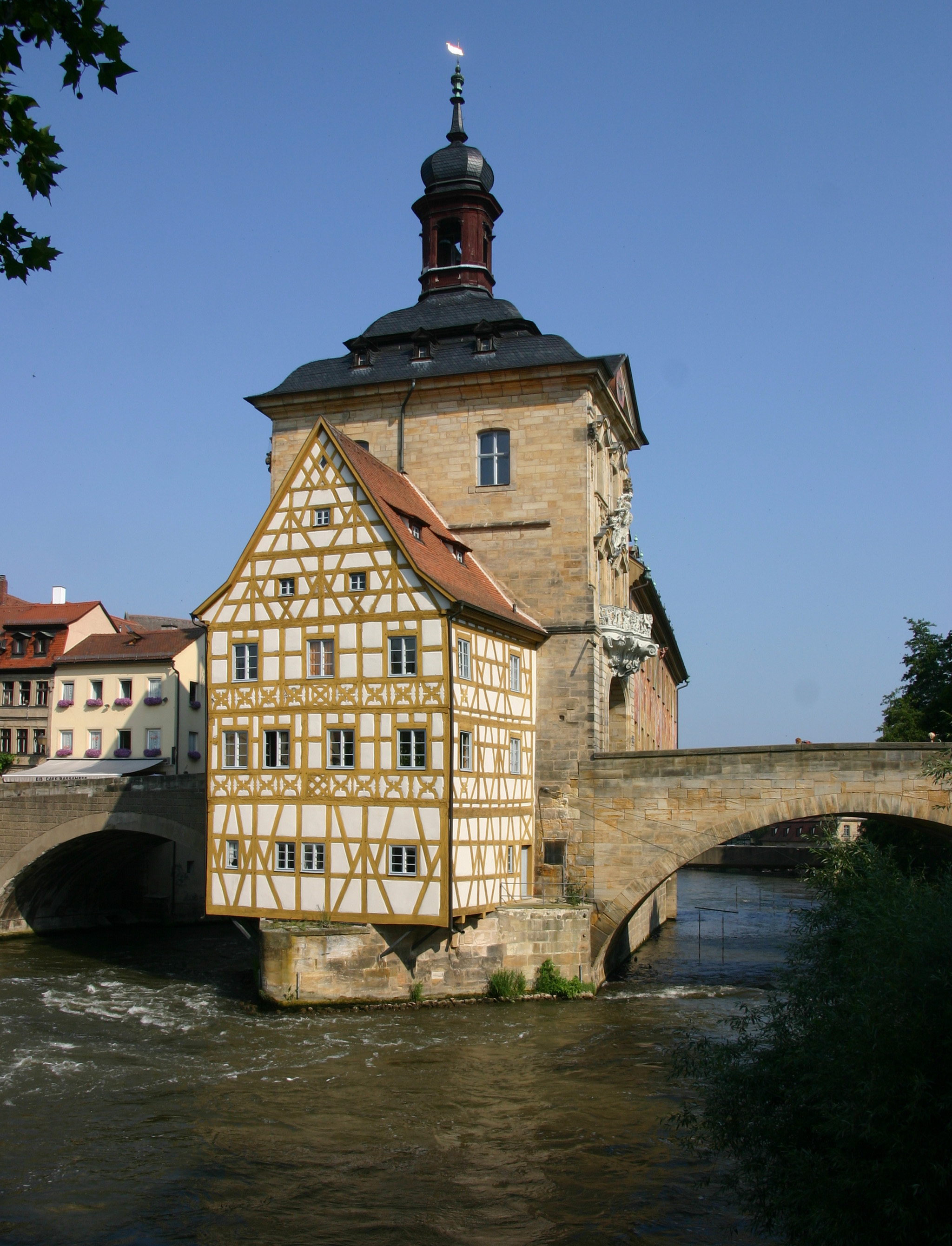
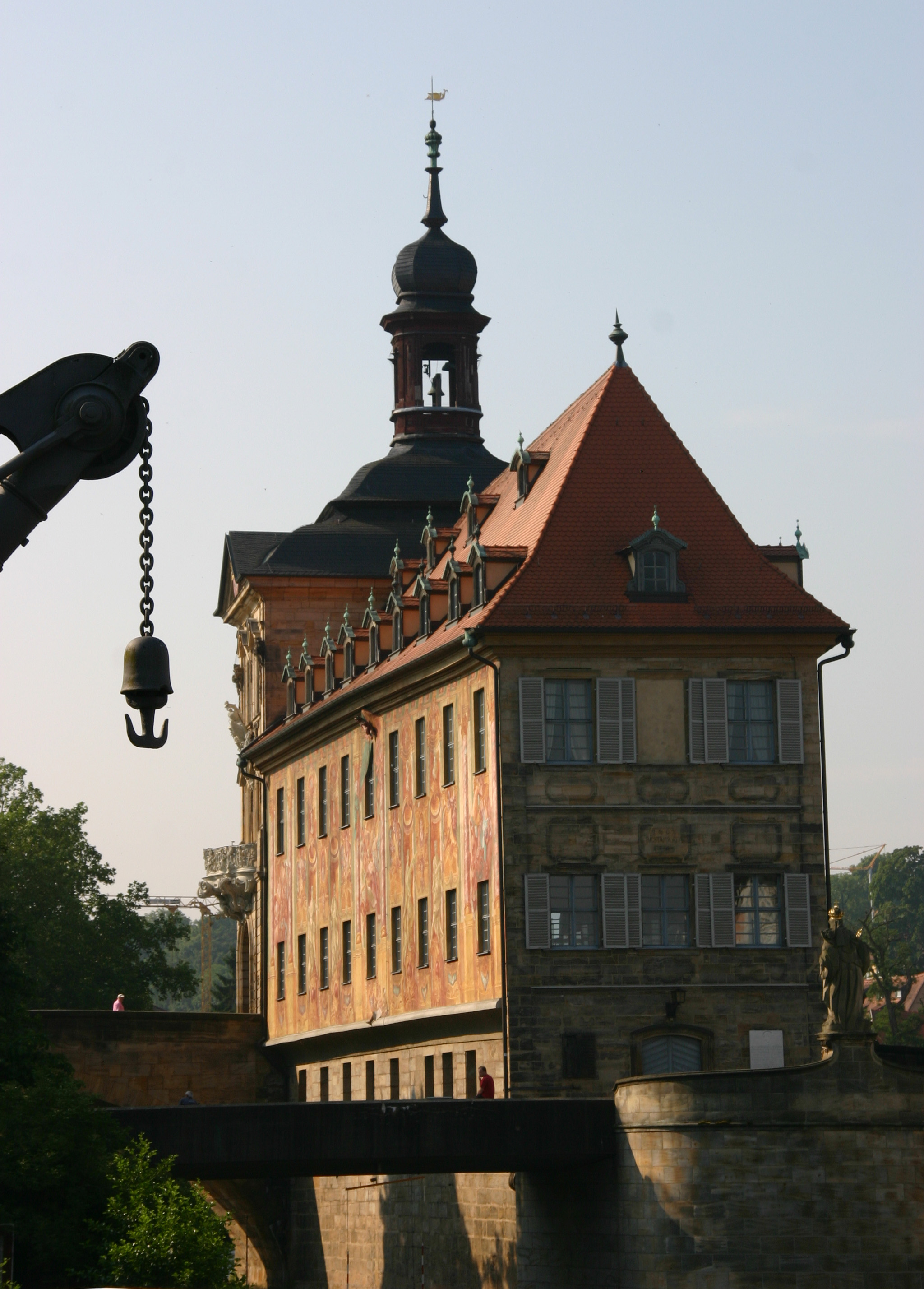
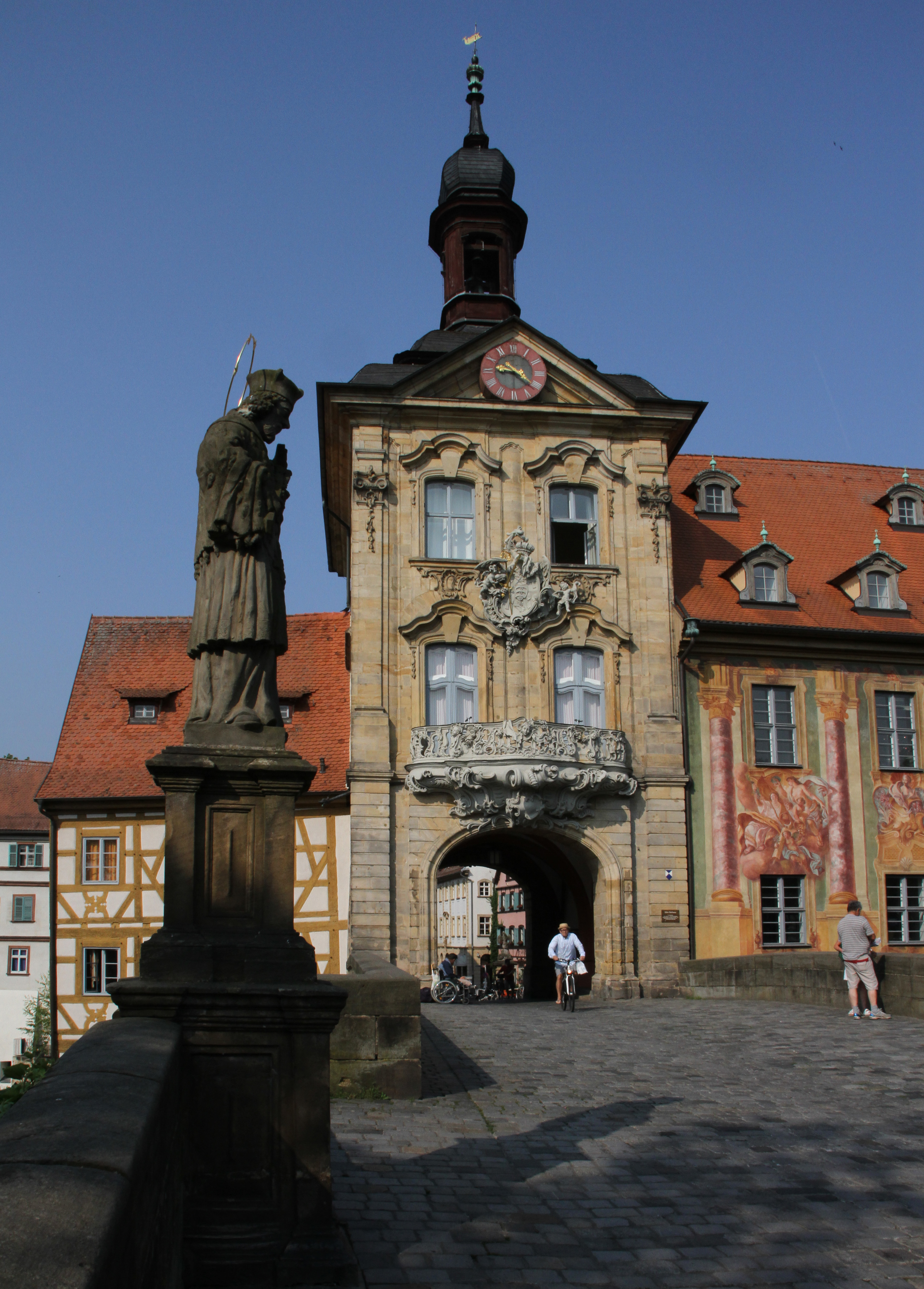
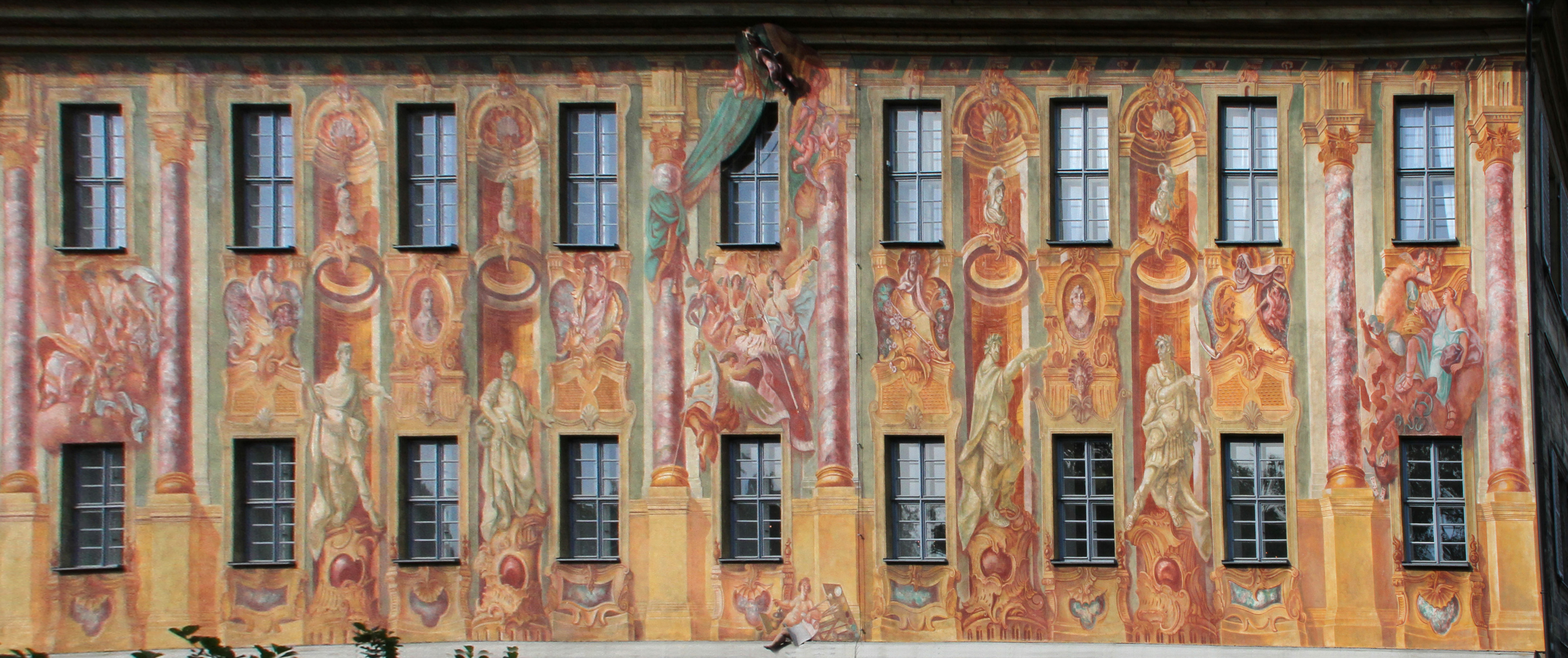
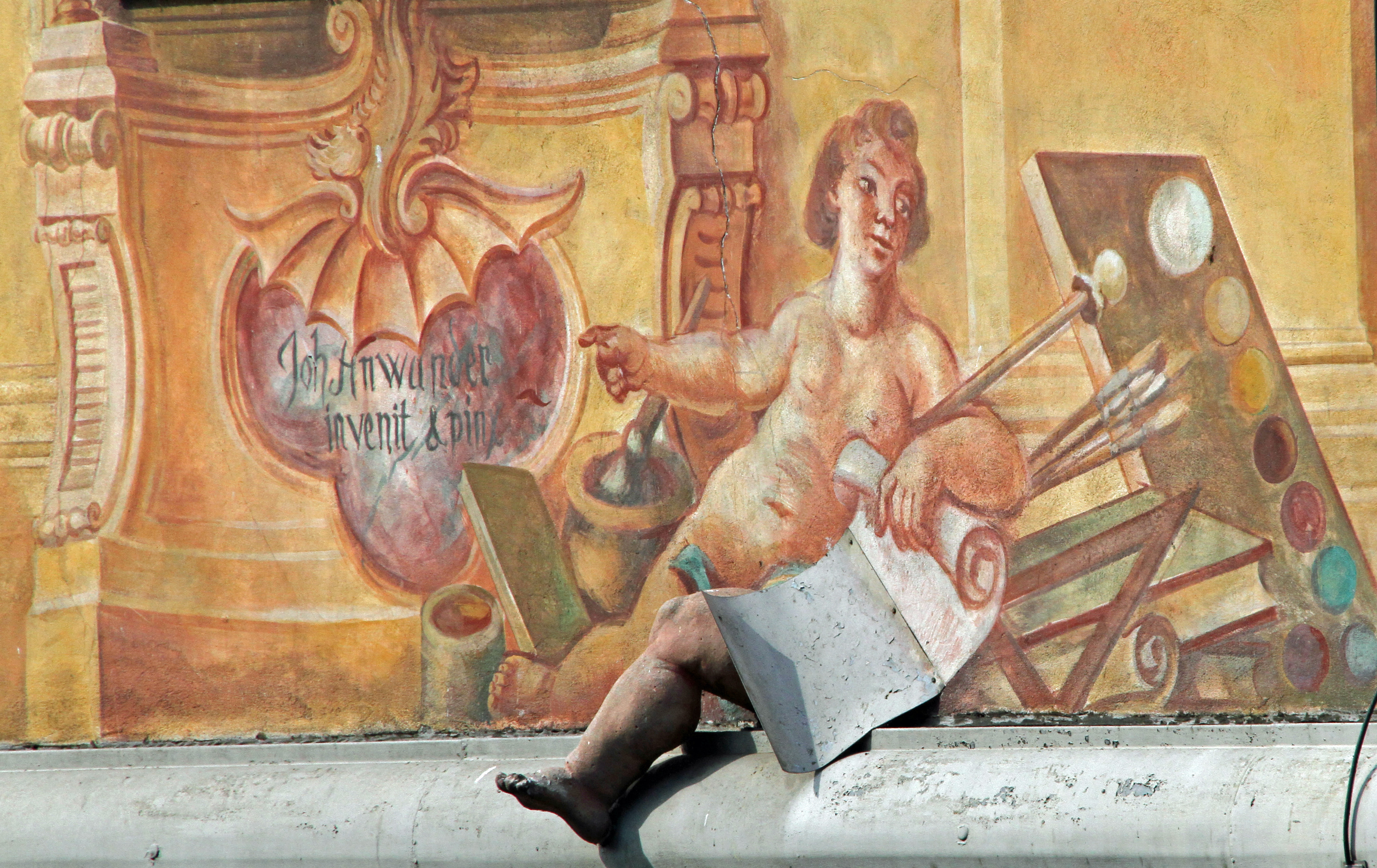
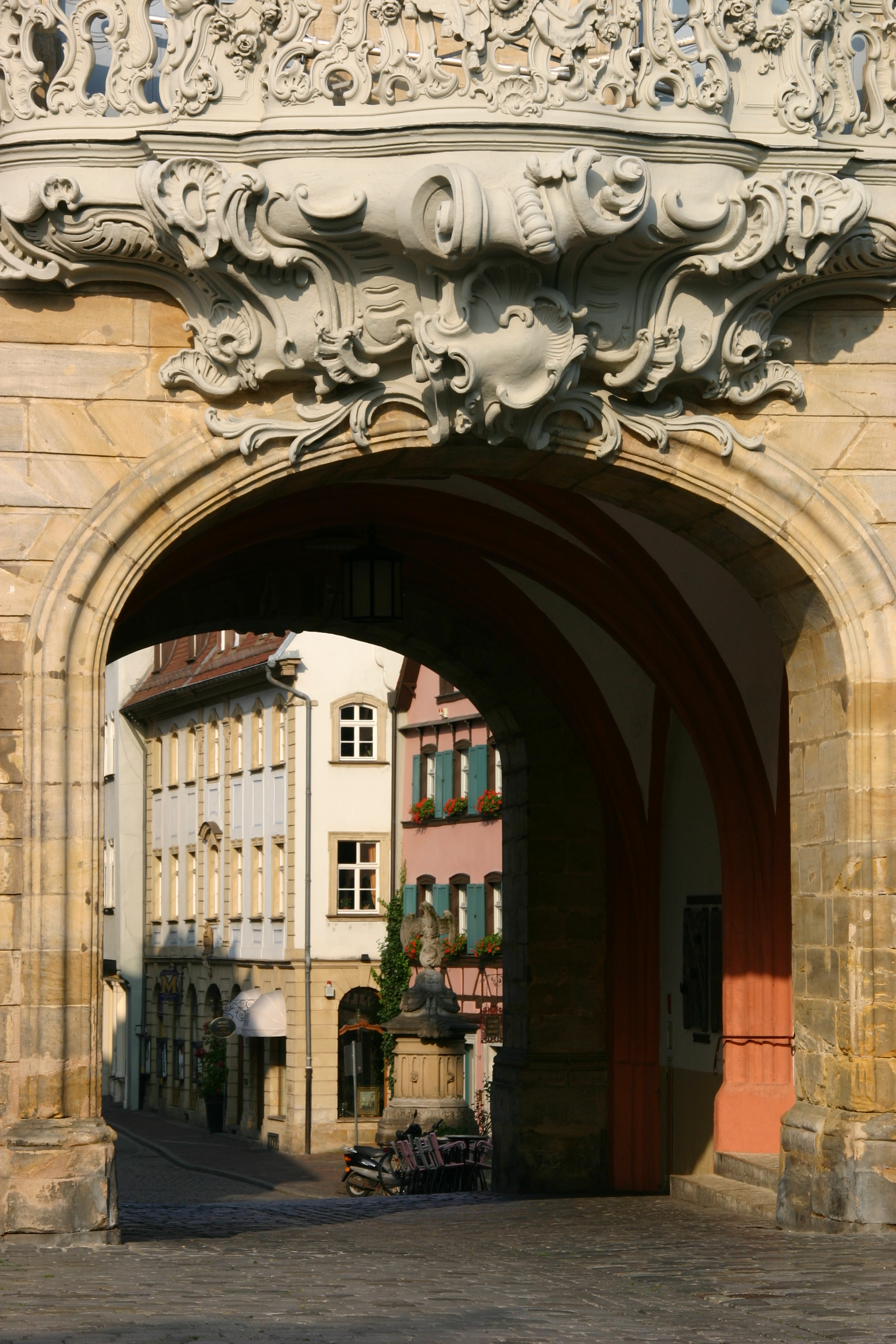